# محمد سلطان (لاعب هوكي الحقل)
محمد سلطان هو لاعب هوكي الحقل أفغاني، ولد في 23 ديسمبر 1918، وتوفي في 1971.

## وصلات خارجية
- محمد سلطان على موقع أوليمبيديا (الإنجليزية)